# 北門區 (嘉義市)
北門區，原稱為北區，為民國三十四年（1945年）的舊省轄市嘉義市行政區之一。「北門」二字乃源自於區內的北門圓環遺址，為舊嘉義縣城北門所在地而得名，為當時嘉義市主要的行政中樞，市政府等主要公家機關均坐落於此。民國三十五年（1946年）與北鎮區合併為新北區。